# John Burridge
John Burridge (Workington, 8 febbraio 1951) è un allenatore di calcio ed ex calciatore scozzese, di ruolo portiere.

## Carriera

### Giocatore
Esordisce tra i professionisti nella stagione 1968-1969 all'età di 17 anni con il Workington, club della quarta divisione inglese: dopo complessive 27 partite viene ceduto (inizialmente in prestito ma dopo poco tempo a titolo definitivo) al Blackpool, club di prima divisione, con cui nel 1971, dopo la retrocessione del club in seconda divisione, vince una Coppa Anglo-Italiana e con cui rimane in squadra fino al termine della stagione 1974-1975, per un totale di 134 presenze in partite di campionato con i Tangerines (3 in prima divisione e 131 in seconda divisione).
Nell'estate del 1975 viene ceduto per 75000 sterline all'Aston Villa, in prima divisione: qui, nell'arco di due stagioni, gioca rispettivamente 30 e 35 partite in prima divisione, vincendo anche una Coppa di Lega nella stagione 1976-1977 (gioca da titolare in tutte e 3 le ripetizioni della finale contro l'Everton); all'inizio della stagione 1977-1978, dopo aver perso il posto da titolare in favore di Jimmy Rimmer, viene ceduto per un periodo in prestito al Southend Utd, con cui gioca 6 partite in terza divisione; passa poi a titolo definitivo al Crystal Palace, voluto in squadra da Terry Venables. Tra i mesi finali della stagione 1977-1978 e la stagione 1978-1979, conclusasi con la vittoria del campionato (e quindi con la promozione in prima divisione) gioca complessivamente 52 partite nella seconda divisione inglese, a cui aggiunge poi 36 presenze in prima divisione nella First Division 1979-1980, nella quale è il portiere titolare dei Glaziers.
Dal 1980 al 1982 gioca invece in seconda divisione al QPR, alternandosi tra i pali con Peter Hucker, che gli viene però preferito come titolare nella finale (poi persa) della FA Cup 1981-1982: complice anche questo episodio, a fine stagione Burridge viene ceduto al Wolverhampton, dove gioca 42 partite in seconda divisione, contribuendo alla promozione in prima divisione dei Wolves, con cui gioca 32 partite in massima serie proprio nella First Division 1983-1984, peraltro conclusa con un'immediata retrocessione in seconda divisione. Dopo un breve periodo in prestito al Derby County (6 presenze in seconda divisione nelle prime settimane della stagione 1984-1985) lascia poi in modo definitivo il club e si accasa allo Sheffield Utd, con cui gioca per un triennio in seconda divisione, categoria in cui con la maglia delle Blades colleziona complessivamente 109 presenze. Dal 1987 al 1989 gioca invece in prima divisione al Southampton, con cui nell'arco di due campionati gioca complessivamente 62 partite; gioca poi un totale di 67 partite in seconda divisione con la maglia del Newcastle Utd, dove rimane nelle stagioni 1989-1990 e 1990-1991.
Proprio nella parte finale di quest'ultima stagione si trasferisce in Scozia all'Hibernian, club della prima divisione locale, con cui nella stagione 1990-1991 vince una Coppa di Lega scozzese. Nella stagione 1992-1993 gioca anche 2 partite in Coppa UEFA con gli Hibs, che lascia al termine di questa stagione dopo complessive 65 presenze nella prima divisione scozzese. Dalla stagione 1993-1994 alla stagione 1996-1997 (la sua ultima in carriera), Burridge, ormai in età relativamente avanzata (nel 1993 aveva 42 anni), continua a giocare da professionista: veste le maglie di un grande numero di club, non restando mai in una singola squadra per più di qualche mese. Oltre a 4 presenze nella prima divisione inglese con il Manchester City nella stagione 1994-1995 (il 14 maggio 1995 scendendo in campo nella vittoria casalinga per 3-1 contro il QPR diventa, all'età di 43 anni e 162 giorni, il giocatore più anziano ad aver mai disputato una partita in Premier League, dall'introduzione di questo campionato nel 1992) e 3 presenze con l'Aberdeen nella prima divisione scozzese, gioca in vari club soprattutto della seconda (Notts County, terza (Grimsby Town) e quarta divisione inglese (Scarborough in due diverse occasioni, Darlington e Lincoln City) o della seconda divisione scozzese (Dunfermline, Dumbarton, Falkirk e Queen of the South), oltre che in vari club semiprofessionistici inglesi.
In carriera nell'arco di 29 stagioni veste le maglie di 29 club diversi (di cui ben 18 tra il 1993 ed il 1998, contro gli 11 delle precedenti 24 stagioni), 18 dei quali nella Football League, e disputa in totale 768 partite nei campionati professionistici inglesi e scozzesi.

### Allenatore
Nella stagione 1998-1999 ha allenato i Blyth Spartans, in Northern Premier League (all'epoca sesta divisione inglese); in seguito, ha lavorato come preparatore dei portieri in un gran numero di squadre, tra cui la nazionale dell'Oman, il LionsXII (club della prima divisione malese) ed i Kerala Blasters; nel 2016 per alcune settimane ha anche allenato i Global, club della prima divisione delle Filippine.

## Palmarès

### Giocatore

#### Competizioni nazionali
- Coppa di Lega inglese: 1

Aston Villa: 1976-1977
- Campionato inglese di seconda divisione: 1

Crystal Palace: 1978-1979
- Coppa di Lega scozzese: 1

Hibernian: 1990-1991

#### Competizioni regionali
- UniBond Presidents Cup Winners: 1

Blyth Spartans: 1996-1997

#### Competizioni internazionali
- Coppa Anglo-Italiana: 1

Blackpool: 1971